# Port Alberni Mill
Port Alberni Mill ist eine Zellstoff- und Papierfabrik, die sich in der kanadischen Stadt Port Alberni, British Columbia am Rande des Alberni Inlet befindet. Als Teil der „Catalyst Paper“ betreibt die Fabrik zwei Papiermaschinen, die im Jahr 340.000 Tonnen produzieren. Eine Maschine produziert 116.000 Tonnen „Directory paper“, die andere 224,000 Tonnen Gestrichenes Papier. Im Jahr 2014 beschäftigte das Unternehmen 324 Mitarbeiter.
Die Fabrik wurde im Jahr 1946 von der Firma Bloedel, Stewart and Welch gegründet, ursprünglich nur zur Herstellung von Papier im Sulfatverfahren.  Dies geschah aufgrund einer Anordnung der Organisation Fisheries and Oceans Canada, die das Sulfitverfahren (ein anderes Verfahren) verbot. In Ergänzung zu der ersten wichtigen Fabrik, die in British Columbia (BC) in dieser Dekade entstanden ist, war es die erste Fabrik in BC, die Rückstände von Sägewerken verarbeitete.  Im Zuge eines Firmenzusammenschlusses ging 1951 der Besitz des Unternehmens zur Firma MacMillan Bloedel über. Die beiden Papiermaschinen wurden 1957 installiert, um zunächst Zeitungsdruckpapier herzustellen. 1998 kam die Fabrik zunächst in den Besitz von Pacifica Papers, dann im Jahr 2000 zu Norske Skog, Kanada und danach im Jahr 2005 zu Catalyst Paper.